# Больше, чем друг
«Больше чем друг», в оригинале «Замена» (англ. The Switch) — кинокомедия 2010 года с Дженнифер Энистон в главной роли.

## Сюжет
Во всём Нью-Йорке не было ближе друзей, чем риелтор-невротик Уолли и очаровательная Кэсси. Однако, когда Кэсси решится на искусственное оплодотворение, донором она выберет надёжного и женатого красавца Роланда. 
При этом, лучшие друзья решают отметить это событие вечеринкой, где Уолли напивается до неприличия, случайно опрокидывает в ванной «важный флакон» и, заметая следы, заменяет утраченный «биологический материал» Роланда своим.
Через шесть лет Кэсси возвращается в Нью-Йорк с 6-летним сыном Себастиеном, который поразительно напоминает Уолли самого себя, а заодно оживляет в его памяти всё, что случилось той злополучной ночью. Теперь незадачливому «другу» предстоит убедить Кэсси, что они — больше чем друзья, выиграть у Роланда статус «настоящего папы» и разобраться с самим собой. 
На вечеринке по случаю помолвки Кэсси и Роланда — Уолли признаётся во всём Кэсси, и вначале она отвергает его и запрещает приближаться к себе и сыну, однако после долгих размышлений меняет своё решение и разрешает общаться с сыном…

## В ролях
- Дженнифер Энистон — Кэсси Ларсон
- Джейсон Бейтмен — Уолли
- Томас Робинсон — Себастиен
- Патрик Уилсон — Роланд
- Джульетт Льюис — Дебби
- Джефф Голдблюм — Леонард
- Келли Барретт — Джессика, жена Роланда

## Интересные факты
- Съёмки проходили в Нью-Йорке весной 2009 года.
- Оригинальное название фильма «The Baster» было заменено на «The Switch».
- Дженнифер Энистон является одним из продюсеров фильма.
- Детям до 13 лет просмотр фильма не желателен.
- «Больше, чем друг» снят по мотивам рассказа лауреата Пулитцеровской премии Джеффри Евгенидеса, автора романов «Девственницы-самоубийцы» и «Средний пол». Впервые рассказ появился в журнале «Нью-йоркер» и привлёк внимание сценариста Аллана Лоэба («Двадцать одно», «То, что мы потеряли»), который, в конечном счёте, и написал к нему сценарий.
- Слоган фильма — «Меньше, чем любовник».
- Дженнифер Энистон получила за работу в фильме гонорар в $ 8 миллионов.
- Дженнифер Энистон и Джейсон Бейтман ранее снимались уже в фильме «Развод по-американски».
- Джефф Голдблюм снялся в эпизоде сериала «Друзья», в котором снималась Дженнифер Энистон.